# New People’s Liberation Movement
Das New People’s Liberation Movement ist eine Partei in Montserrat.
Sie steht in der Tradition des People’s Liberation Movement, das zwischen 1978 und 1991 unter der Führung von John Osborne den Inselstaat regierte. Die damalige Partei war 1996 Teil der People’s Progressive Alliance, die zusammen mit dem Movement of National Reconstruction 1997 die jetzige Partei gründete.
Bei den Parlamentswahlen 2001 erhielt sie 51,0 Prozent der Stimmen und damit sieben von neun Sitzen im Legislativrat. Osborne, der auch Chef der neuen Partei ist, wurde daraufhin Chief Minister. Als im Mai 2006 die nächsten Wahlen abgehalten wurden, stimmten lediglich 29,4 Prozent für das New People’s Liberation Movement. Damit hatte die Partei nur noch drei Sitze im Parlament und Osborne musste sein Amt an Lowell Lewis abgeben.